# Violeta Bulc
Violeta Bulc, född 24 januari 1964 i Ljubljana, är en slovensk entreprenör och politiker. Hon var EU-kommissionär med ansvar för transportfrågor i kommissionen Juncker 2014-2019.
Hon blev politiker 2013 då hon gick med i det nystartade Miro Cerars parti, senare omdöpt till Moderna centerpartiet. Hon var vice premiärminister i Miro Cerars mitt-vänster regering under drygt en månad hösten 2014 innan hon på kort varsel fick ersätta Alenka Bratušek som slovensk ledamot i Europeiska kommissionen, sedan Bratušek fått kritik i utfrågningen i Europaparlamentet och dragit tillbaka sin kandidatur.
Bulc var före 2013 aktiv i näringslivet och grundare och styrelseordförande i Vibacom. Hon är civilingenjör sedan 1991 med examen från Golden Gate University i San Francisco. Hon är sedan 2004 även Master of Business Administration med examen från universitetet i Bled i Slovenien. Hon har spelat basketboll på elitnivå och var 1982 med i det jugoslaviska landslaget.